# 塞爾托利氏細胞

睪丸的生殖上皮。
1: 基膜
2: 精原細胞
3: 初級精母細胞
4: 次級精母細胞
5: 精細胞
6: 成熟的精細胞
7: 塞爾托利氏細胞
8: 緊密連接

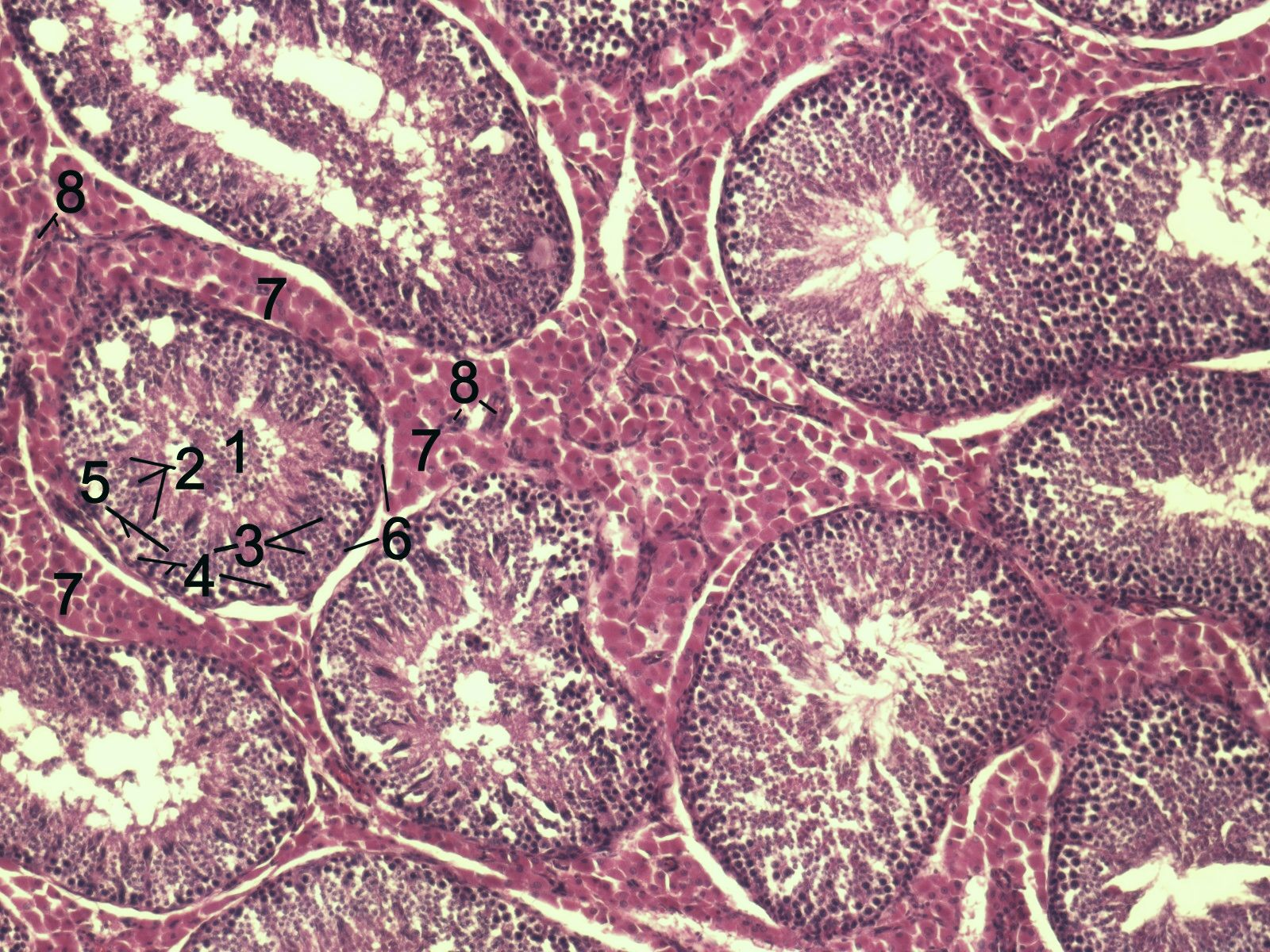
野豬睪丸實質的組織切面
1: 細精管管腔
2: 精細胞
3: 精母細胞
4: 精原細胞
5: 塞爾托利氏細胞
6: 肌成纖維細胞
7: 萊氏細胞
8: 微血管

塞爾托利氏細胞（Sertoli cell），又名為塞托利細胞或史脫立細胞或塞透力細胞或支持细胞（sustentacular cell），是細精管一部份的睾丸的營養細胞。它是由促濾泡成熟激素（簡稱FSH）所啟動，並在其細胞膜上有促濾泡成熟激素受體（FSHR）。

## 功能
塞爾托利氏細胞的主要功能是在精子發生過程中哺育成長中的精子細胞。因此，它亦被稱為「母細胞」（不同於精母細胞）。它亦提供了分泌及結構性的支撐。

### 分泌
塞爾托利氏細胞會分泌以下的物質：
- 抗苗勒管激素（AMH）——於胎兒生命的早期就開始分泌。
- 抑制素及活化素——於青春期後分泌，配合調節促濾泡成熟激素（FSH）的分泌。
- 雄激素結合蛋白——与雄激素结合，维持生精小管内较高的雄激素水平，促進精子生成及精子成熟。
- 膠質源性神經營養因子（GDNF）——證實是助長精原細胞，以確保精細胞在產期時的自我更新。
- Ets相關分子——滋養在成人睪丸精原細胞內的精細胞。
- 轉鐵蛋白[1]

### 結構
塞爾托利氏細胞之間的連接形成了血睾屏障，血睾屏障是一個結構分隔睪丸空隙血液區及精細管內的向管腔區。塞爾托利氏細胞控制養份、激素及其他化合物進出睪丸的細管，且令向管腔區成為高度免疫的位點。
它亦負責確立及維持精原細胞的幹細胞利基，以確保精子的更新及精原細胞在精子生成的過程中逐步分裂為成熟的生殖細胞，而最終為放出精子。

### 其他
在精子生成的成熟階段，塞爾托利氏細胞會吞噬和消化精子生成过程中脱落的剩余胞质。
睾丸支持细胞还可以将睾酮转化为雌二酮

## 產生細胞
塞爾托利氏細胞的数目在青春期确定，成年男性不能产生新的塞爾托利氏細胞。一些科學家最近發現在身體以外仍能培育這些細胞。這提供了治療男性不育缺憾的可能性。

## 命名
塞爾托利氏細胞是由發現這種細胞的義大利生理學家塞爾托利，他是在義大利帕維亞大學研究醫藥時發現的。
他是於1862年在研究醫藥時用顯微鏡發現這種細胞。他於1865年發表這種細胞的描述，並以「像樹的細胞」或「黏性細胞」來形容它。於1888年，其他科學家以他的名字來稱呼這些細胞。

## 組織學
利用標準的染色法，是很容易將塞爾托利氏細胞與其他生殖上皮細胞混淆。而它最大的分別就是它那深色的細胞核。

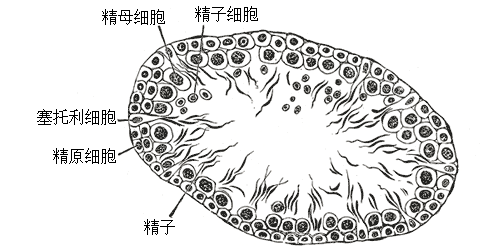
老鼠睪丸細管的橫切面

## 病理學
支持間質細胞瘤是屬於卵巢瘤的性腺基質癌。

## 外部連結
- 葡萄牙費爾南多·比索阿大學有關生殖生理學的文章（英文）